# Abhainn na Glasa
Abhainn na Glasa är ett vattendrag i Skottland i Storbritannien. Det ligger i Skottlands största kommun, Highland. Vattendraget rinner upp vid bergklustret Beinn Tharsuinn och rinner sedan ca 15 km innan det mynnar ut vid sjön Loch Morie.